# Улица Янки Купалы (Витебск)
Улица Янки Купалы (бел. Вуліца Янкі Купалы) — улица в центре Витебска, в Октябрьском районе. Протяжённость улицы составляет около 300 метров, она проходит от улицы Ленина до зоопарка и Успенской горки. Названа в честь белорусского поэта Янки Купалы.

## История
Первые постройки на территории улицы возникли в XVI веке. В XVII веке примерно по трассе нынешней улицы Янки Купалы проходила северная граница (ров и стена) Узгорского замка. Современная застройка сформировалась в конце XIX — начале XX веков. В 1920-х годах на улице находилась еврейская библиотека.

## Архитектура
Застройка улицы Я. Купалы состоит из домов различных архитектурных стилей, что характерно для градостроительства Беларуси второй половины XIX — начала XX веков.
Комплекс, включающий часть домов улицы, имеет статус историко-культурной ценности Республики Беларусь 213Г000041.
Дом № 2/44. На пересечении улиц Я. Купалы и Ленина. Он был построен в конце XIX — начале XX веков из неоштукатуренного кирпича. Двухэтажное здание Г-образной формы. Угловая часть срезана и выделена на 2 этаже балконом. Арочные оконные проемы 1-го и прямоугольного 2-го этажей имеют перемычки в виде клиновидных кирпичных арок и простой лепнины. Горизонтальные стыки фасадов выделены междуэтажным щитовым поясом и отделаны карнизом. В центре фасада 2 входа. Используется предприятием бытового обслуживания.
Дом № 4. Построен в конце XIX — начале XX вв. из кирпича как живой. Пристроен к дому № 2 и отделен от него аркой во двор. Одноэтажное здание Г-образной формы с полуподвалом, покрытое двускатной крышей. Главный фасад завершается над карнизом высоким аттиком, отделанным стрелами. Прямоугольные оконные проемы в арочном обрамлении с ламелями по бокам. Имеет по 2 входа в каждое крыло дома. Используется коммерческим учреждением.
Дом № 5. Построен в начале XX века из кирпича в стиле позднего классицизма. Двухэтажное прямоугольное здание покрыто двускатной крышей. Главный фасад имеет общее симметричное решение с ритмом арочных оконных проемов. Его пластичность обогащают профилированные молдинги окон 2-го этажа, угловые лопатки, пояс межэтажной обшивки. 1 этаж отделан штукатуркой под ржавчину. Здание имеет симметричное планировочное решение, разделено центральным лестничным пролётом на 4 жилые секции. Вход со двора.
Дом № 7. Находится посреди плотной застройки между домами № 5 и 9. Построен в конце XIX — начале XX вв. из кирпича, как живой, оштукатуренный. Компактный двухэтажный дом покрыт двускатной крышей. Плоский, симметричный главный фасад разделен арочными оконными проемами, украшенными на 2-м этаже арочными молдингами, пальметтами, профилированными молдингами, карнизом и междуэтажным поясом. Вход с лестничного холла дома № 9.
Дом № 8/7. На углу улиц Я. Купалы и Суворова. Он был построен в конце XIX — начале XX веков из кирпича, оштукатурен. Двухэтажный, имеет форму неправильного четырёхугольника. Угловая часть на пересечении улиц срезана и выделена балконом. Расширенный фасад вдоль ул. Строго завершенный в центре фигурным аттиком. Плоскости фасадов испещрены шпателями, ржавчиной и панелями. Каждый этаж разделен на 4 квартиры, объединённых вокруг центральной лестничной клетки, вход со двора.
Дом № 9. Построен в конце XIX — начале XX века из кирпичей. Двухэтажное прямоугольное здание с рустованным цоколем. Главный фасад плоскостной, имеет оконные проемы прямоугольной формы с лепниной, сандриками, филенками, точечными межэтажным поясом, угловыми лопастями, декорирован фактурной штукатуркой. Планировка дома разделена на 2 жилые секции, вход со стороны двора через угловой подъезд.
Дом № 10/18. На углу улиц Я. Купалы и Суворова. Построен в начале XX века из кирпичей. Элементы и приемы конструктивизма используются в архитектуре. Двухэтажное прямоугольное здание. Главный фасад выделяется двумя входными ризолитами, завершенными прямоугольным аттиком и обрамленными пилястрами. Угловая часть здания закруглена, завершена мансардой и выделена балконом. Прямоугольные оконные проемы декорированы фактурными панелями, ржавчиной. Плоскости фасадов испещрены пилястрами и ржавыми лопастями. Здание разделено на 2 жилые части.
Дом № 11/9. Он был построен в конце XIX — начале XX века из кирпича как живой. Двухэтажное здание состоит из 2-х взаимно перпендикулярных крыльев вдоль улиц. Угловая часть на пересечении улиц срезана. Уличные фасады отличаются между собой разной обработкой и формой оконных проемов. Фасад на ул. Суворова имеет арочные проемы с простой лепниной, на ул. Я. Купалы прямоугольные с панелями. Планировка дома разделена на 3 части с отдельными входами со двора и лестницей на второй этаж.
Дом № 13/20. На пересечении улиц Я. Купалы и Суворова. Построен во второй половине XIX века из кирпича. В архитектуре использованы элементы классицизма. Одноэтажное здание имеет в плане форму неправильного четырёхугольника. Асимметрично решённые уличные фасады имеют окна прямоугольной формы с молдингами. Плоскость фасадов завершается филенчатым фризом и большим карнизом. Капитальные внутренние стены делят дом на 3 части с самостоятельными входами, которые выделяются полуколоннами с антаблементом, угловой вход испещрен ржавыми лопастями. Используется как жилой.
Дом № 17. Стоит отдельно, завершает застройку улицы. Он построен в традициях «кирпичного» зодчества в конце XIX — начале XX века из красного кирпича как жилой, без штукатурки. Одноэтажное квадратное здание покрыто двускатной крышей. Симметричная по композиции центральная часть главного фасада, где расположен вход, подчеркнута над карнизом фигурным щитом со слуховым окном. Арочные окна. Богатая пластика фасада создается множеством шевронов, желобков, арок, рустов, выполненных кирпичной кладкой. Используется как административное здание.